# Myrsine faberi
Myrsine faberi là một loài thực vật có hoa trong họ Anh thảo. Loài này được (Mez) Pipoly & C. Chen mô tả khoa học đầu tiên năm 1995.